# Castrocalbón (kommun)
Castrocalbón är en kommun i Spanien.   Den ligger i provinsen Provincia de León och regionen Kastilien och Leon, i den nordvästra delen av landet, 270 km nordväst om huvudstaden Madrid. Antalet invånare är 1 037.